# 波戈里利齊 (謝苗諾夫卡區)
52°2′32″N 32°31′2″E / 52.04222°N 32.51722°E
波戈里利齊（烏克蘭語：Погорільці），是烏克蘭北部的村莊，隸屬切爾尼希夫州的諾夫霍羅德-錫韋爾斯基區。該村始建於1704年，面積3.18平方公里，海拔高度169米，2024年人口≈500，人口密度每平方公里310.4人。